# Stenoptilia pterodactyla
Пальцекрылка узкокрылая (лат. Stenoptilia pterodactyla) — вид пальцекрылок из подсемейства Pterophorinae. Взрослых пальцекрылок можно встретить с конца июня по начало августа.

## Распространение
Распространена пальцекрылка в Европе, Северной Америке и Малой Азии.

## Описание
Размах крыльев взрослой особи 20—26 мм.

## Экология
Гусеницы этого вида питаются на веронике дубравной (Veronica chamaedrys).